# Rinne no Lagrange
Rinne no Lagrange (輪廻のラグランジェ?, Rinne no Raguranje) è una serie televisiva anime prodotta da Xebec e Production I.G e diretta da Toshimasa Suzuki. La prima stagione è andata in onda in Giappone fra l'8 gennaio 2012 e il 24 marzo 2012, mentre una seconda stagione inizierà a luglio 2012. Un manga ispirato alla serie ha iniziato ad essere serializzato sulla rivista Young Gangan della Square Enix dal settembre 2011. È inoltre stato pubblicato un OAV.

## Trama
Madoka Kyouno, una studentessa di Kamogawa, è l'unico membro del Jersey Club (Club di Tuta Sportiva) ed è sempre pronta ad aiutare il prossimo. Un giorno, viene avvicinata da una ragazza misteriosa chiamata Lan che le chiede di pilotare un aereo robot per difendere l'umanità dalle forze del male che stanno per attaccare.

## Personaggi

### Protagonisti
Madoka Kyouno (京乃 まどか?, Kyōno Madoka)
Doppiata da Kaori Ishihara
Unico membro del Jersey Club, sempre pronta ad aiutare gli altri club ed il suo prossimo quando c'è bisogno, e particolarmente appassionata quando si tratta dalla sua città natale, Kamogawa. Ha l'abitudine di dire "maru" (che significa 'cerchio', del tipo usato per marcare i compiti) quando finisce di aiutare qualcuno. Scopre ben presto di avere la capacità di pilotare uno strano aereo robot conosciuto come Vox Aura, che aveva già incontrato dieci anni prima, quando aveva rischiato di annegare. Chiama questa unità Vox Midori (Midori in giapponese significa verde), per via del suo colore verde.
Lan (ラン?, Ran) Fin E Ld Si Laffinty (フィン・エ・ルド・スイ・ラフィンティ?, Fin E Rudo Sui Rafinti)
Doppiata da Asami Seto
Una ragazza proveniente dallo spazio, inviato sulla Terra con il compito di proteggere Madoka e la sua unita Vox. Non è abituata alla cultura terrestre e spesso finisce per assumere un comportamento inappropriato. A causa del suo lussuoso status di principessa del pianeta Le Garite, Lan ha poca comprensione dello stile di vita dei comuni mortali. Inizialmente non era in grado di utilizzare a dovere la sua unità Vox, in quanto spaventata da alcune superstizioni legate al destino dei piloti di Vox. Tuttavia, Madoka l'aiuterà a superare le sue paure e Lan diventerà abilissima nel pilotare la sua unità, il Vox Lympha, che lei chiama Orca. È particolarmente gelosa di Muginami, che mostra grande interesse in Madoka.
Muginami (ムギナミ?, Muginami)
Doppiata da Ai Kayano
Un'alta pilota di Ovid trasferitosi nella classe di Madoka e si è unita a lei nel Jersey Club. Anche se sembra avere una mente piuttosto ottusa, è in realtà dotata di grande intuitività. Nata su un pianeta prigione, vede Villagiulio come un fratello maggiore e per soddisfare un suo ordine, si è infiltrata nella base di Pharos per rubare una delle unità ovid, finendo poi per diventare il pilota di un Vox Ignis, che lei ha soprannominato Fupo. Dopo essere stata tradita ed abbandonata da Villagiulio, Muginami decide di rimanere accanto a Madoka ed i suoi amici.

### Abitanti di Kamogawa
Youko Nakaizumi (中泉 ようこ?, Nakaizumi Yōko)
Doppiata da Mamiko Noto
Hiroshi Nakaizumi (中泉 浩?, Nakaizumi Hiroshi)
Doppiato da Kenji Hamada
Machiko Iwabuchi (岩淵 まちこ?, Iwabuchi Machiko)
Doppiata da Azumi Asakura
Souta Serizawa (芹沢 颯太?, Serizawa Sōta)
Doppiato da Yūichi Iguchi

### Nomundus
Shozo Tadokoro (田所 正蔵?, Tadokoro Shōzō)
Doppiato da Makoto Yasumura
Eri Watabe (渡部 えり?, Watabe Eri)
Doppiato da Rie Tanaka
Asteria Lizamarie De Roschefall (アステリア・リーザマリー・ド・ロシュフォール?, Asuteria Rīzamarī Do Roshufōru)
Doppiato da Hisako Kanemoto

### Antagonisti
Villagulio (ヴィラジュリオ?, Virajurio)
Doppiato da Yūichi Nakamura
Kirius (キリウス?, Kiriusu)
Doppiato da Kenji Nojima
Izo (イゾ?)
Doppiato da Hiroyuki Yoshino
Array (アレイ?, Arei)
Doppiato da Yoshitsugu Matsuoka

### Mecha
Vox Auraalto 17,3 metri ed è pilotato da Madoka; viene in seguito ribattezzato Midori.
Vox Rymphaalto 17,3 metri ed è pilotato da Lan; viene in seguito ribattezzato Orca.
Vox Ignisalto 17,4 metri ed è pilotato da Muginami; viene in seguito ribattezzato Hupo.
Libertasalto 17,4 metri ed è pilotato da Kirius.
Voluntasalto 17,9 metri ed è pilotato da Izo.
Teneritasalto 17,4 metri ed è pilotato da Array.

## Media

### Anime
La prima stagione dell'anime, prodotto da Production I.G e Xebec, è stata trasmessa in Giappone dall'8 gennaio al 4 marzo 2012. Una seconda stagione sarà trasmessa in Giappone dal 9 giugno 2012. L'anime è stato trasmesso via streaming anche in America Settentrionale da Viz Media e nel Regno Unito da Anime on Demand. Il primo episodio della serie è stato trasmesso in anteprima il 1º gennaio 2012. Un OAV intitolato Rinne no Lagrange: Kamogawa Days (輪廻のラグランジェ: 鴨川デイズ?, Rinne no Reguranje: Kamogawa Deizu), è uscito in Giappone il 23 giugno 2012. L'OAV è stato pubblicato su un disco ibrido, insieme ad un videogioco per PlayStation 3.

#### Episodi
| Nº  | Giapponese 「Kanji」 - Rōmaji                                        | In onda          | In onda |
| Nº  | Giapponese 「Kanji」 - Rōmaji                                        | Giapponese       |         |
| 1   | 「ようこそ、鴨川へ！」 - Yōkoso, Kamogawa e!                         | 8 gennaio 2012   |         |
| 2   | 「鴨川スピリット」 - Kamogawa Supiritto                              | 15 gennaio 2012  |         |
| 3   | 「鴨川にランの花咲く」 - Kamogawa ni Ran no Hanasaku                 | 22 gennaio 2012  |         |
| 4   | 「鴨川スイマーズ」 - Kamogawa Suimāzu                                | 29 gennaio 2012  |         |
| 5   | 「鴨川に来た男」 - Kamogawa ni Kita Otoko                            | 5 febbraio 2012  |         |
| 6   | 「風と火と水と鴨川と」 - Kaze to Hi to Mizu to Kamogawa to           | 12 febbraio 2012 |         |
| 7   | 「曇り のち 鴨川」 - Kumori no Chi Kamogawa                          | 19 febbraio 2012 |         |
| 8   | 「鴨川ロリータ」 - Kamogawa Rorīta                                   | 26 febbraio 2012 |         |
| 9   | 「勝浦発→鴨川行」 - Katsūra Hatsu → Kamogawa Yuki                    | 4 marzo 2012     |         |
| 10  | 「さらば鴨川(かもがわ)」 - Saraba Kamogawa                           | 11 marzo 2012    |         |
| 11  | 「鴨川絶対防衛ライン」 - Kamogawa Zettai Bōei Rain                   | 18 marzo 2012    |         |
| 12  | 「またいつの日か、鴨川で」 - Mata Itsu no Hi ka, Kamogawa de         | 25 marzo 2012    |         |
| OAV | 「輪廻のラグランジェ 鴨川デイズ」 - Rinne no lagrange: Kamogawa days | 23 giugno 2012   |         |

### Colonna sonora
Sigla di apertura
- TRY UNITE! cantata da Megumi Nakajima

Sigla di chiusura
- Hello! cantata da Megumi Nakajima

### Manga
Un manga d'accompagnamento della serie scritto da Shotaro Suga ed illustrato da Kimitake Yoshioka, intitolato Lagrange: The Flower of Rin-ne ~Dawn of Memoria~ (輪廻のラグランジェ 〜暁月のメモリア〜?, Rinne no Ragurenje ~Akatsuki no Memoria~), ha iniziato ad essere serializzato sulla rivista Young Gangan della Square Enix dal 2 settembre 2011, alcune settimane prima dell'inizio della serie televisiva.